# Vilarinho do Bairro
Vilarinho do Bairro é uma povoação portuguesa sede da Freguesia de Vilarinho do Bairro do Município de Anadia, freguesia com 25,56 km² de área e 2491 habitantes (censo de 2021), tendo, por isso, uma densidade populacional de 97,5 hab./km².

## História
Vilarinho do Bairro é uma terra bastante antiga. Existem referências a Vilarinho do Bairro já na primeira metade do século XI. Em 1149, na relação das propriedades do mosteiro da Vacariça, que ficavam entre os rios Vouga e Mondego. Vilarinho, tal qual Óis, não surgia acompanhada do sobrenome determinativo “Bairro”. Aliás, em 1061, Vilarinho (do Bairro) é referenciada apenas como “ad partem solis ocasum Vilarinum (“Portugalia Munumenta Histórica Diplomata”, página 357). De resto, os párocos, quando faziam os assentos, por 1600, grafavam apenas Vilarinho.
Vilarinho do Bairro foi do bispado de Coimbra, de padroado régio, conforme consta do respectivo rol, entre várias outras igrejas. Há uma das terras que hoje integra a freguesia, Levira, que foi doada ao Mosteiro da Vacariça, tal como acontecia com Lázaro, ambas citadas em documento, datado de 1020, fazendo limite com Vilarinho do Bairro. Como também fazia Samia (Samel), também já há referências a Vilarinho do Bairro na primeira metade do século XI.
Terra era importante pois o rei D. Manuel I concedeu-lhe foral, aos seis dias de Março de 1514, constante de onze folhas, criando assim um pequeno concelho. Nesse Foral que concedia alguma alforria administrativa aos habitantes, vêm mencionadas terras e lugares que venceram pelo menos quinhentos anos e outras que terão desaparecido. Estão no primeiro caso: Torres que produzia pão, vinho e linho, com que pagavam ao senhorio, o rei, (Torres, tal qual Vilarinho, pertencia, no século XIV a Martim Lourenço da Cunha, terras que recebera de D. Afonso IV, por carta de 3 de Fevereiro de 1355, por troca com Pombeiro da Beira).
Refira-se que esta terra foi designada, primeiro, de Turres, mais tarde “Torres de Barro” para se fixar apenas em Torres, passadas algumas centúrias. Melada (surge como “mallada”), com um casal; Pedreiras, com três casais; Azenha, com um casal, de Álvaro Eanes que pagava de foro um alqueire de trigo. Outros nomes de terras surgem na jurisdição de Vilarinho do Bairro, umas que integraram o concelho e desapareceram. Por exemplo: Póvoa do Sete, Casal do Paço, Pontava, onde havia dois casais; Freixial, Casal da Pena, onde havia dois casais; Arneirinho, onde havia um moinho e o foreiro, João Eanes, pagava de foro um capão, um alqueire de trigo e a nona parte de tudo o que era produzido; na Portela, pagava o foreiro um alqueire de trigo e outro de centeio. Alguns foros, pagos em cereais, tinham de ser feitos “polla medida de Sangalhos” (isto é, pela medida de Sangalhos). Outras terras, hoje das maiores, como Poutena, Banhos, Azenhas, Samel e Levira não surgem no foral.
Vilarinho do Bairro voltava a ser concelho pelo Decreto de 8 de Outubro de 1836, constante da reforma de Passos Manuel, mas por poucos dias. Da manta de retalhos que era o concelho de Anadia, com pequeníssimos concelhos, o de Vilarinho do Bairro, era o maior, a seguir ao de Sangalhos. Tinha então 385 fogos e 1820 habitantes. Todavia, o Decreto de 6 de Novembro do mesmo ano, verificou-se nova reforma administrativa, sendo extinto o concelho de Vilarinho do Bairro, freguesia que passou a integrar o de São Lourenço do Bairro. Entretanto, o Decreto de 31 de Dezembro de 1853 colocava-a definitivamente no concelho (atual município) de Anadia.

## Demografia
A população registada nos censos foi:
| Distribuição da População por Grupos Etários | Distribuição da População por Grupos Etários | Distribuição da População por Grupos Etários | Distribuição da População por Grupos Etários | Distribuição da População por Grupos Etários |
| -------------------------------------------- | -------------------------------------------- | -------------------------------------------- | -------------------------------------------- | -------------------------------------------- |
| Ano                                          | 0-14 Anos                                    | 15-24 Anos                                   | 25-64 Anos                                   | > 65 Anos                                    |
| 2001                                         | 406                                          | 396                                          | 1618                                         | 804                                          |
| 2011                                         | 271                                          | 252                                          | 1384                                         | 857                                          |
| 2021                                         | 230                                          | 199                                          | 1148                                         | 914                                          |

## Património
- Igreja de São Miguel (matriz)
- Capelas do Espírito Santo, de Santa Maria Madalena, de Nossa Senhora do Desterro, de Santo António, de Nossa Senhora da Boa Morte, de São João, de Nossa Senhora das Febres, de Nossa Senhora da Conceição, de Santa Marinha, de São Geraldo, de São Gregório, de São Bartolomeu e de Nossa Senhora do Livramento
- Casas seiscentistas e setecentista em Vilarinho
- Quinta do Ribeirinho
- Lugares do Banho e da Azenha